# نيكولاس ويندينج ريفين
نيكولاس ويندينج ريفين (بالدنماركية: Nicolas Winding Refn) (و. 1970  م) هو مخرج أفلام، وكاتب سيناريو، ومنتج أفلام دنماركي، ولد في كوبنهاغن.

## التعليم
تعلم في الأكاديمية الأميركية للفنون المسرحية.

## وصلات خارجية
- نيكولاس ويندينج ريفين على موقع IMDb (الإنجليزية)
- نيكولاس ويندينج ريفين على موقع مونزينجر (الألمانية)
- نيكولاس ويندينج ريفين على موقع قاعدة بيانات الأفلام العربية
- نيكولاس ويندينج ريفين على موقع ألو سيني (الفرنسية)
- نيكولاس ويندينج ريفين على موقع تيرنر كلاسيك موفيز (الإنجليزية)
- نيكولاس ويندينج ريفين على موقع أول موفي (الإنجليزية)
- نيكولاس ويندينج ريفين على موقع بوكس أوفيس موجو (الإنجليزية)
- نيكولاس ويندينج ريفين على موقع قاعدة بيانات الأفلام السويدية (السويدية)
- نيكولاس ويندينج ريفين على موقع إن إن دي بي (الإنجليزية)
- نيكولاس ويندينج ريفين على موقع ديسكوغز (الإنجليزية)